# Fatima (cràter)
Fatima és un cràter d'impacte en el planeta Venus de 14,5 km de diàmetre. Porta el nom d'un antropònim àrab, i el seu nom va ser aprovat per la Unió Astronòmica Internacional el 1994.